# San Miguelito kommun, Francisco Morazán
San Miguelito är en kommun i Honduras.   Den ligger i departementet Departamento de Francisco Morazán, i den sydvästra delen av landet, 50 km sydväst om huvudstaden Tegucigalpa. Antalet invånare är 1 904. Arean är 45 kvadratkilometer.
Terrängen i San Miguelito är huvudsakligen kuperad, men den allra närmaste omgivningen är platt.